# Partido del Pueblo (Estados Unidos)

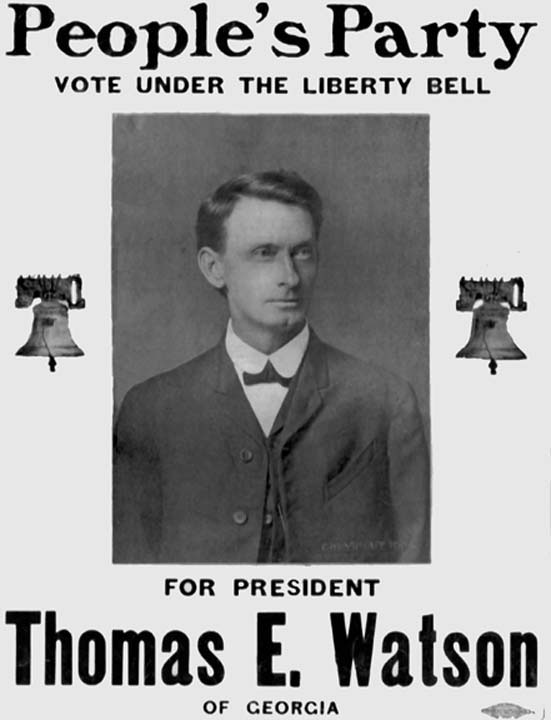
Póster de la campaña presidencial de 1904 en el que se pide el voto para el candidato del Partido del Pueblo Thomas E. Watson.

El Partido del Pueblo (People's Party, también conocido como el Partido Populista ―Populist Party― o los Populistas ―the Populists―) fue un partido de izquierda, agrario populista en los Estados Unidos a fines del siglo XIX. El Partido Populista surgió a principios de la década de 1890 como una fuerza importante en el sur y el oeste de los Estados Unidos, pero colapsó después de que nominó al demócrata William Jennings Bryan en las elecciones presidenciales de Estados Unidos de 1896. Algunos restos del partido continuaron operando en la primera década del siglo XX, pero nunca alcanzaron la popularidad del partido a principios de la década de 1890.
Las raíces del Partido Populista se encuentran en la Farmers' Alliance (Alianza de Granjeros), un movimiento agrario que promovió la acción económica durante la Gilded Age (Edad Dorada), así como en el Greenback Party (Partido de los Billetes Verdes), un partido político desaparecido que había defendido el dinero por decreto.
El éxito de los candidatos de Farmers' Alliance en las elecciones de 1890, junto con el conservadurismo de los dos partidos principales, alentó a los líderes de Farmers' Alliance a establecer un tercer partido de pleno derecho antes de las elecciones de 1892.
Las Demandas de Ocala eran el núcleo de la plataforma populista: negociación colectiva, regulación federal de las tarifas ferroviarias, una política monetaria expansiva y un Plan de Sub-Tesorería que requería el establecimiento de almacenes controlados por el gobierno federal para ayudar a los agricultores.
Otras medidas respaldadas por los populistas incluyeron el bimetalismo, un impuesto sobre la renta graduado, elección directa de senadores, una semana laboral más corta y el establecimiento de un banco basado en las oficinas de correos. Estas medidas fueron diseñadas colectivamente para frenar la influencia de los intereses financieros y corporativos monopolísticos y empoderar a las pequeñas empresas, agricultores y trabajadores.
En las elecciones presidenciales de 1892, la candidatura populista de James B. Weaver y James G. Field ganó el 8,5 % del voto popular y ganó cuatro estados occidentales, convirtiéndose en el primer tercer partido desde el final de la guerra civil estadounidense en ganar votos electorales.
A pesar del apoyo de organizadores laborales como Eugene V. Debs y Terence V. Powderly, el partido fracasó en gran medida en ganar el voto de los trabajadores urbanos en el Medio Oeste y el Noreste.
Durante los siguientes cuatro años, el partido continuó presentando candidatos estatales y federales, creando poderosas organizaciones en varios estados del sur y oeste. Antes de en las elecciones presidenciales de 1896, los populistas se polarizaron cada vez más entre los "fusionistas", que querían nominar una candidatura presidencial conjunta con el Partido Demócrata, y los "a medio camino", como Mary Elizabeth Lease, que favorecieron la continuación de los populistas como un terceiro partido  independiente.
Después de que la Convención Nacional Demócrata de 1896 nominara a William Jennings Bryan, un prominente bimetalista, los populistas también nominaron a Bryan pero rechazaron al candidato demócrata a la vicepresidencia a favor del líder del partido Thomas E. Watson. En las elecciones de 1896, Bryan arrasó en el sur y el oeste, pero perdió ante el republicano William McKinley por un margen decisivo.
Después de las elecciones presidenciales de 1896, el Partido Populista sufrió un colapso a nivel nacional. El partido nominó candidatos presidenciales en las tres elecciones presidenciales posteriores a 1896, pero ninguno estuvo cerca de igualar el desempeño de Weaver en 1892. Los ex populistas se volvieron inactivos o se unieron a otros partidos. Aparte de Debs y Bryan, pocos políticos asociados con los populistas mantuvieron prominencia nacional.
Los historiadores ven a los populistas como una reacción al poder de los intereses corporativos en la Gilded Age (Edad Dorada), pero debaten hasta qué punto los populistas eran antimodernos y nativistas. Los académicos también continúan debatiendo la magnitud de la influencia que ejercieron los populistas en organizaciones y movimientos posteriores, como los progresistas de principios del siglo XX. La mayoría de los progresistas, como Theodore Roosevelt, Robert La Follette y Woodrow Wilson, eran enemigos acérrimos de los populistas. En la retórica política estadounidense, "populista" se asoció originalmente con el Partido Populista y los movimientos de izquierda relacionados, pero a partir de la década de 1950 comenzó a adquirir un significado más genérico, describiendo cualquier movimiento antisistema, independientemente de su posición en el espectro político de izquierda a derecha.
Se disolvió en 1908. Según Aurora Bosch, el Partido del Pueblo se convirtió en «el mayor desafío político a los dos grandes partidos» (el demócrata y el republicano).

## Antecedentes
Más información: Pánico de 1893
En las décadas finales del siglo XIX los pequeños y medianos propietarios agrarios se fueron empobreciendo debido fundamentalmente a la caída de los precios de los productos agrícolas ―la fanega de trigo había pasado de 1,45 dólares en 1866 a 49 centavos en 1894; el maíz de 75 a 28 centavos; y la bala de algodón de 31 centavos a 6― como consecuencia del aumento de la producción nacional y de la creciente competencia internacional resultado de la puesta en cultivo de nuevas tierras en Argentina, Australia, Canadá y Rusia y de la caída del precio de los fletes. Al desplome de los precios agrícolas se sumó el aumento de los costes de producción y de transporte por ferrocarril lo que les llevó a endeudarse fuertemente ―en 1890 más de un cuarto de las granjas familiares estaban hipotecadas, porcentaje que se acercaba al 50% en los estados del medio-oeste― y muchos propietarios pasaron a ser arrendatarios de sus propias tierras. «Por eso ―señala Aurora Bosch― ferrocarril, banqueros y comerciantes fueron identificados como los enemigos de los campesinos empobrecidos». También se sentían perjudicados por la política arancelaria del gobierno federal destinada a proteger a la industria y por la política monetaria restrictiva que contribuía a mantener los precios bajos y encarecer los créditos. Por eso como alternativa proponían el bimetalismo y la libre acuñación de moneda, poniendo fin así al «crimen del 73», en referencia al año 1873 en que se puso fin a la libre acuñación de monedas de plata.
La difícil situación del campesinado del sur y del medio oeste les llevó a organizarse. Así en 1867 Oliver H. Kelley, un agricultor de Minnesota, fundó en el sur The National Grange of the Order of Patrons of Husbandry, más conocido por su nombre abreviado The Grange. Ocho años después, en 1875, se constituyó el Partido de los Billetes Verdes (Greenback Party) que tenía como principal punto de su programa, de ahí su nombre, el aumento de la emisión de billetes (conocidos popularmente como greenback) para así frenar la caída de los precios agrarios ―pero el partido se disolvió a finales de la década de 1880―. En 1877 nació en Texas la más radical Farmers' Alliance ('Alianza de Agricultores') que enseguida se extendió por otros estados del sur y del medio oeste. Cuando en 1890 el Congreso rechazó su propuesta de que el Tesoro concediera créditos a los agricultores al 1 por 100 de interés ―y que se les permitiera almacenar su grano en silos gubernamentales― los aliancistas se organizaron políticamente para defender sus intereses y contribuyeron a fundar el Partido del Pueblo.

### Debate sobre la política monetaria
Más información: Partido de los Billetes Verdes
Ideológicamente, el Partido Populista se originó en el debate sobre la política monetaria después de la guerra civil estadounidense. Para financiar esa guerra, el gobierno estadounidense había abandonado el patrón oro mediante la emisión de papel moneda fiduciario conocido como Greenbacks.
Después de la guerra, ocurrió el regreso al patrón oro por razones tanto ideológicas (creían que el dinero debe estar respaldado por oro que, argumentaron, tenía un valor intrínseco) como por ganancias económicas (un regreso al patrón oro hacer que sus bonos del gobierno sean más valiosos).
Las sucesivas administraciones presidenciales favorecieron las políticas de "dinero duro" que retiraron los billetes verdes, reduciendo así la cantidad de moneda en circulación. Los intereses financieros también ganaron la aprobación del Coinage Act of 1873, que prohibió la acuñación de plata, poniendo así fin a una política de bimetalismo. La deflación provocada por estas políticas afectó especialmente a los agricultores, ya que la deflación hizo más difícil el pago de las deudas y condujo a la caída de los precios de los productos agrícolas.
Enojados por estos desarrollos, algunos agricultores y otros grupos comenzaron a pedirle al gobierno que adoptara permanentemente la moneda fiduciaria. Estos defensores del "dinero blando" fueron influenciados por el economista Edward Kellogg y Alexander Campbell, quienes abogaron por el dinero fiduciario emitido por un banco central.
A pesar de las feroces rivalidades partidistas, los dos partidos principales estaban estrechamente aliados con intereses comerciales y apoyaban políticas económicas en gran medida similares, incluido el patrón oro. La plataforma de 1868 del Partido Demócrata respaldó el uso continuado de billetes verdes, pero, después de las elecciones de 1868, el partido empezó a defender políticas monetarias fuertes.
Los Estados Unidos estaban profundamente polarizados por la política seccional de la era posterior a la Guerra Civil; la mayoría de los norteños permanecieron firmemente unidos al Partido Republicano, mientras que la mayoría de los sureños se identificaron con el Partido Demócrata.
En la década de 1870, los defensores del dinero blando formaron el Greenback Party (Partido de los Billetes Verdes), que pedía el uso continuado del papel moneda, así como la restauración del bimetalismo. El candidato del billete verde, James B. Weaver, obtuvo más del tres por ciento de los votos en las elecciones presidenciales de 1880, pero el Partido del Dólar no pudo construir una base duradera de apoyo y colapsó en la década de 1880. Muchos ex partidarios del Greenback Party se unieron al Union Labor Party, pero no lograron obtener un apoyo significativo.

### Farmers' Alliance
Más información: Farmers' Alliance
En 1877, un grupo de granjeros formó la Farmers' Alliance en Lampasas (Texas), y la organización se extendió rápidamente a los condados circundantes. La Farmers' Alliance promovió la acción económica colectiva de los agricultores para hacer frente al sistema de gravamen de cultivos, que dejaba el poder económico en manos de una élite mercantil que proporcionaba bienes a crédito. El movimiento se volvió cada vez más popular en todo Texas a mediados de la década de 1880, y la membresía en la organización creció de 10.000 en 1884 a 50.000 a fines de 1885.
Al mismo tiempo, la organización se volvió cada vez más politizada, con miembros que atacaban a los "fideicomiso de dinero" como fuente y beneficiario tanto del sistema de gravamen de cosecha como de la deflación. En 1886, con la esperanza de cimentar una alianza con los grupos laborales, Farmers1 Alliance apoyó a los Knights of Labor (Caballeros del Trabajo) en la huelga ferroviaria del Gran Suroeste. Ese mismo año, una convención de Farmers' Alliance emitió las Demandas de Cleburne, una serie de resoluciones que exigían, entre otras cosas: negociación colectiva, regulación federal de las tarifas ferroviarias, una política monetaria expansiva y un sistema bancario nacional administrado por el Gobierno federal.
El veto del presidente Grover Cleveland a un proyecto de ley de semillas de Texas a principios de 1887, indignó a muchos agricultores, lo que alentó expansión de la Farmers' Alliance a otros estados, como Kansas y Nebraska. Ese mismo año, comenzó una sequía prolongada en el oeste de Estados Unidos, lo que contribuyó a la quiebra de muchos agricultores.
En 1887, la Farmers' Alliance se fusionó con la Louisiana Farmers' Union y se expandió hacia el sur y las Grandes Llanuras.
En 1889, Charles Macune lanzó el National Economist, que se convirtió en el periódico nacional de la Farmers' Alliance.
Macune y otros líderes de la Farmers' Alliance ayudaron a organizar una convención que tuvo lugar en diciembre de 1889 en San Luis (Misuri); la convención se reunió con el objetivo de formar una confederación de las principales organizaciones agrícolas y laborales. Aunque no se logró una fusión completa, la Farmers' Alliance y los Knights of Labor respaldaron conjuntamente la Plataforma de St. Louis, que incluía muchas de las demandas de larga data de Farmers' Alliance.
La Plataforma agregó una convocatoria para el "Plan de Sub-Tesorería" de Macune, bajo el cual el gobierno federal establecería almacenes en condados agrícolas; a los agricultores se les permitiría almacenar sus cosechas en estos depósitos y pedir prestado hasta el 80 por ciento del valor de sus cosechas.
El movimiento comenzó a expandirse hacia el Nordeste de Estados Unidos y la Región de los Grandes Lagos, mientras que Macune lideró el establecimiento de la Asociación Nacional de Prensa de Reforma, una red de periódicos simpatizantes de Farmers' Alliance.
El movimiento comenzó a expandirse hacia elNoreste y la región de los Grandes Lagos , mientras que Macune lideró el establecimiento de la Asociación Nacional de Prensa de Reforma, una red de periódicos simpatizantes de la Farmers' Alliance.

## Creación

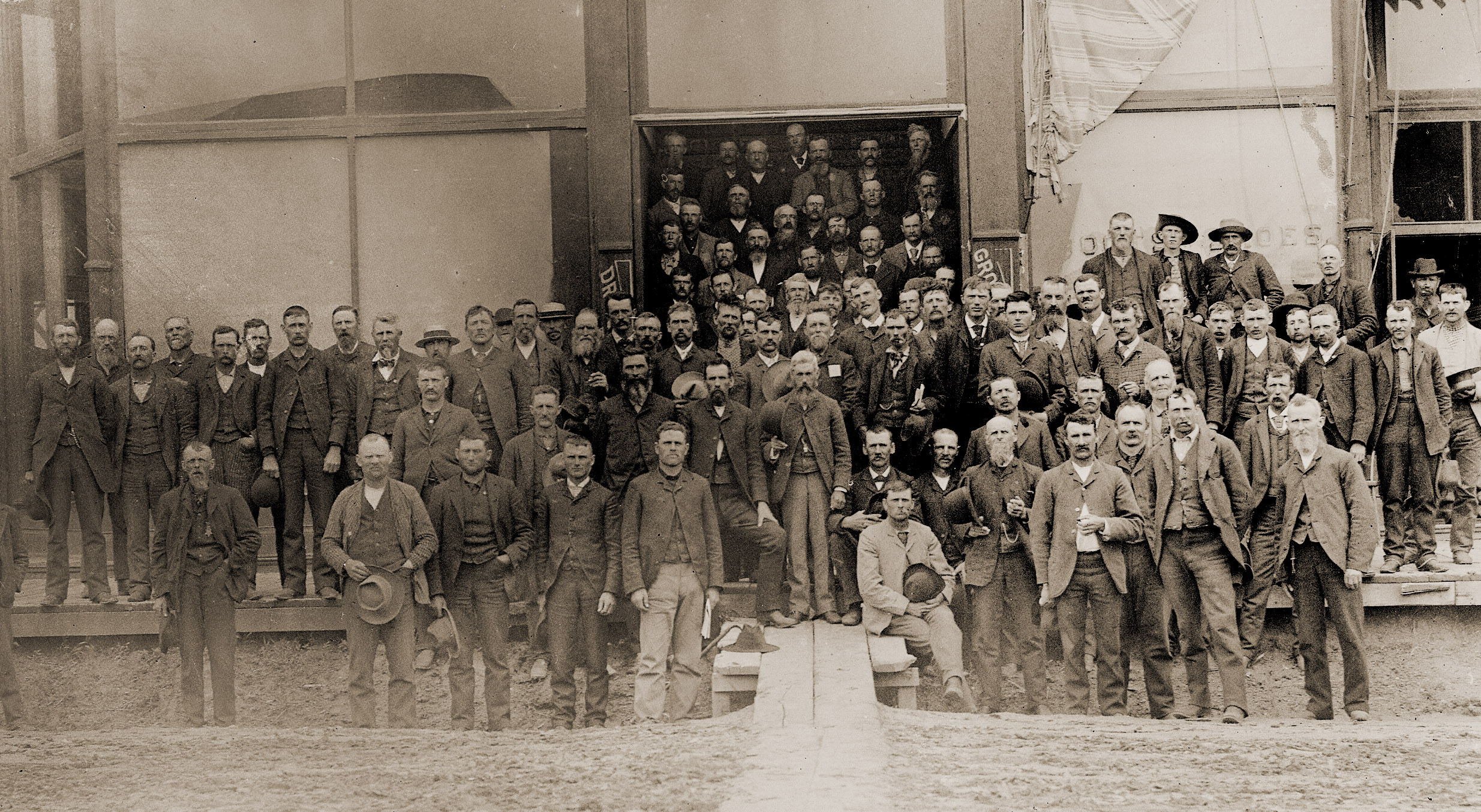
Convención de nominación de candidatos del Partido Popular celebrada en Columbus (Nebraska), el 15 de julio de 1890.

La Farmers' Alliance, inicialmente, había buscado trabajar dentro del sistema bipartidista, pero, en 1891, muchos líderes se convencieron de la necesidad de la creación de un nuevo partido que pudiera desafiar el conservadurismo de los dos partidos principales.
En las elecciones de 1890, los candidatos respaldados por Farmers' Alliance ganaron docenas de carreras para la Cámara de Representantes de los Estados Unidos y obtuvieron mayorías en varias legislaturas estatales.
Muchas de estas personas fueron elegidas en coalición con los demócratas; en Nebraska, la Farmers' Alliance forjó una alianza con el congresista recién electo William Jennings Bryan , mientras que en Tennessee, el líder local de la Farmers' Alliance, John P. Buchanan, fue elegido gobernador por la candidatura demócrata.
Sin embargo, como la mayoría de los principales demócratas se negaron a respaldar el Sub-Tesoro, muchos líderes de Farmers' Alliance quedaron insatisfechos con los dos partidos principales.
En diciembre de 1890, una convención de la Farmers' Alliance reafirmó la plataforma de la organización con las Demandas de Ocala, además, los líderes de la Farmers' Alliance también acordaron celebrar otra convención a principios de 1892 para discutir la posibilidad de establecer un nuevo partido si los demócratas no lograban adoptar sus objetivos políticos. Entre los que estaban a favor del establecimiento de un tercero estaban: el presidente de la Farmers' Alliance, Leonidas L. Polk, el editor del periódico de Georgia, Thomas E. Watson, y el excongresista Ignatius Donnelly de Minnesota.

Cartel de la campaña del Partido Popular de 1892 que promueve a James B. Weaver para presidente de los Estados Unidos.

En febrero de 1892 se realizó una convención de la Farmers' Alliance, con la participación de partidarios de Edward Bellamy y Henry George, así como miembros actuales y anteriores del Partido de los Billetes Verdes (Greenback Party), Partido de la Prohibición, Partido Antimonopolio, Partido de Reforma Laboral, Partido Laborista de la Unión, United Labor Party, Workingmen Party y docenas de otros partidos menores.
Al pronunciar el discurso final de la convención, Ignatius L. Donnelly declaró: "Nos reunimos en medio de una nación al borde de la ruina moral, política y material... Buscamos restaurar el gobierno de la república a las manos de la 'gente sencilla' con la que se originó. Nuestras puertas están abiertas a todos los puntos de el compás... Los intereses del trabajo rural y urbano son los mismos; sus enemigos son idénticos".
Tras el discurso de Donnelly, los delegados acordaron establecer el Partido Popular y celebrar una convención de nominación presidencial el 4 de julio en Omaha (Nebraska).
Los periodistas que cubrían el incipiente partido comenzaron a referirse a él como el "Partido Populista", y ese término rápidamente se hizo muy popular.

## Elecciones de 1892

Ganadores por Estados en las elecciones de 1892.

Inicialmente, Leonidas Polk era el favorito inicial para la nominación presidencial del Partido Populista, ya que había desempeñado como presidente de la convención en St. Louis, pero murió de una enfermedad semanas antes de la convención populista. En cambio, el partido recurrió a James B. Weaver, ex general de la Unión y candidato presidencial del Partido de los Billetes Verdes (Greenback Party) en 1880  James B. Weaver de Iowa, nominándolo en una boleta con James G. Field, ex oficial del ejército confederado de Virginia.
La convención acordó un programa electoral conocido como la Plataforma de Omaha, que proponía la implementación de la Sub-Tesorería y otros objetivos de la Farmers' Alliance desde hace mucho tiempo. La plataforma también pidió un impuesto sobre la renta graduado, elección directa de senadores, una semana laboral más corta, restricciones a la inmigración a los Estados Unidos y propiedad pública de los ferrocarriles y las líneas de comunicación.
Los populistas atrajeron con más fuerza a los votantes del Sur, las Grandes Llanuras y las Montañas Rocosas. En las Montañas Rocosas, los votantes populistas estaban motivados por el apoyo a la plata libre (bimetalismo), la oposición al poder de los ferrocarriles y los enfrentamientos con los grandes terratenientes por los derechos de agua. En el Sur y las Grandes Llanuras, los populistas tenían un amplio atractivo entre los agricultores, pero relativamente poco apoyo en las ciudades y pueblos. Los empresarios y, en menor medida, los artesanos calificados estaban horrorizados por el radicalismo percibido de las propuestas populistas. Incluso en las zonas rurales, muchos votantes se resistieron a dejar de lado sus antiguas lealtades partidistas.
Según Turner, el populismo atrajo con mayor fuerza a los agricultores en apuros económicos que estaban aislados de los centros urbanos.
Linda Slaughter, una destacada defensora de los derechos de la mujer del Territorio de Dakota, también participó en la convención, lo que la convirtió en la primera mujer estadounidense en votar por un candidato presidencial en una convención nacional.
Uno de los objetivos centrales del Partido Populista era crear una coalición entre los agricultores del sur y el oeste y los trabajadores urbanos del medio oeste y el noreste. En las últimas regiones, los populistas recibieron el apoyo de líderes sindicais como el líder de los Caballeros del Trabajo Terrence Powderly y el líder de los trabajadores ferroviarios Eugene V. Debs, así como los Clubes Nacionalistas del autor Edward Bellamy.
Pero los populistas carecían de planes de campaña convincentes que atrajeran específicamente a los trabajadores urbanos, y en gran medida no pudieron movilizar apoyo en las áreas urbanas. Los líderes corporativos habían logrado en gran medida evitar que los trabajadores se organizaran política y económicamente, y la afiliación sindical no rivalizaba con la de Farmers' Alliance. Algunos sindicatos, incluida la incipiente Federación Estadounidense del Trabajo, se negaron a respaldar a ningún partido político.
Los populistas también fueron en gran medida incapaces de ganar el apoyo de los agricultores en el noreste y las partes más desarrolladas del Medio Oeste.
En las elecciones presidenciales de 1892, el candidato demócrata Grover Cleveland, un fuerte partidario del patrón oro, derrotó al actual presidente republicano Benjamin Harrison. Por otro lado, Weaver, el candidato populista ganó más de un millón de votos, ganó Colorado, Kansas, Idaho y Nevada, y recibió votos electorales de Oregón y Dakota del Norte. Fue el primer candidato de un tercer partido desde la Guerra Civil en ganar votos en el Colegio Electoral de los Estados Unidos,
Los populistas se desempeñaron con fuerza en el oeste, pero muchos líderes del partido se sintieron decepcionados por los resultados en partes del sur y en toda la región de los Grandes Lagos. Weaver no pudo ganar más del 5% de los votos en ningún estado al este del río Misisipi y al norte de la Línea Mason-Dixon.

## Entre las elecciones presidenciales, 1893–1895
Poco después de que Cleveland asumiera el cargo, el país cayó en una profunda recesión conocida como el Pánico de 1893. En respuesta, Cleveland y sus aliados demócratas derogaron el Sherman Silver Purchase Act y aprobaron el Wilson–Gorman Tariff Act, que preveía una reducción menor en las tasas arancelarias. Los populistas denunciaron la adherencia continua de la administración de Cleveland al patrón oro, y atacaron airadamente la decisión de la administración de comprar oro de un sindicato liderado por J. P. Morgan.
Millones cayeron en el desempleo y la pobreza, y grupos como el Coxey's Army (el 'Ejército de Coxey', así llamado por su líder, el empresario y político Jacob Coxey), organizaron marchas de protesta en Washington D. C.. La afiliación al partido creció en varios estados; el historiador Lawrence Goodwyn estima que a mediados de la década de 1890 el partido tenía "entre el 25 y el 45 por ciento de seguidores en alrededor del 25 al 45 por ciento del electorado en unos veinte estados". En parte debido a la creciente popularidad del movimiento populista, el Congreso Demócrata incluyó una disposición para volver a implementar un impuesto federal sobre la renta en el Wilson–Gorman Tariff Act de 1894.
Los populistas enfrentaron desafíos tanto de los principales partidos establecidos como de los "Silverites", quienes generalmente ignoraron la Plataforma de Omaha a favor del bimetalismo. Estos Silveritas, que formaron grupos como el Silver Party y el Silver Republican Party, se hicieron particularmente fuertes en los estados mineros occidentales como Nevada y Colorado.
En Colorado, los populistas eligieron a Davis Hanson Waite como gobernador, pero el partido se dividió por la negativa de Waite a romper la huelga de los mineros de Cripple Creek de 1894. Silverites también fueron fuertes en Nebraska, donde el congresista demócrata William Jennings Bryan siguió disfrutando del apoyo de muchos populistas de Nebraska. Una coalición de demócratas y populistas eligió al populista William V. Allen para el Senado.
Las elecciones de 1894 fueron una derrota masiva para el Partido Demócrata en todo el país y un resultado mixto para los populistas. Los populistas se desempeñaron mal en el oeste y el medio oeste, donde dominaron los republicanos, pero ganaron las elecciones en Alabama y otros estados.
Posteriormente, algunos líderes del partido, en particular los de fuera del sur, se convencieron de la necesidad de fusionarse con los demócratas y adoptar el bimetalismo como el tema clave del partido. El presidente del partido, Herman Taubeneck, declaró que el partido debería abandonar la Plataforma de Omaha y "unir las fuerzas reformistas de la nación" detrás del bimetalismo. Mientras tanto, los principales demócratas se distanciaron cada vez más de las políticas del patrón oro de Cleveland después de su desempeño en las elecciones de 1894.
Los populistas se polarizaron cada vez más entre los "fusionistas" moderados como Taubeneck y los "a medio camino" radicales (llamados así por su deseo de tomar un camino intermedio entre demócratas y republicanos) como Tom Watson.
Los fusionistas creían que el radicalismo percibido de la Plataforma de Omaha limitaba el atractivo del partido, mientras que una plataforma basada en la plata libre resonaría en una amplia gama de grupos.
Los partidarios de la mitad del camino creían que la plata libre no representaba una reforma económica seria y continuaron exigiendo la propiedad gubernamental de los ferrocarriles, cambios importantes en el sistema financiero y resistencia a la influencia de las grandes corporaciones.
Un populista de Texas escribió que la plata gratis "dejaría intactas todas las condiciones que dan lugar a la concentración indebida de la riqueza. El llamado partido de la plata puede convertirse en un verdadero Caballo de Troya si no tenemos cuidado".
En un intento de que el partido repudiara la Plataforma de Omaha a favor de la plata libre, Taubeneck convocó una convención del partido en diciembre de 1894. En lugar de repudiar la Plataforma de Omaha, la convención la amplió para incluir un llamado a la propiedad municipal de utilidades Públicas.

### Fusión con los republicanos en Carolina del Norte
En 1894-1896, la ola populista de disturbios agrarios se extendió por las regiones algodoneras y tabacaleras del sur. El impacto más dramático fue en Carolina del Norte, donde los granjeros blancos pobres que componían el partido populista formaron una coalición de trabajo con el Partido Republicano, entonces controlado en gran parte por negros en las tierras bajas y blancos pobres en los distritos montañosos. Tomaron el control de la legislatura estatal tanto en 1894 como en 1896, y la gobernación en 1896. Se derogaron las reglas restrictivas sobre la votación. En 1895, la legislatura recompensó a sus aliados negros con patrocinio y nombró a 300 magistrados negros en los distritos del este, así como a alguaciles adjuntos y policías de la ciudad. También recibieron algún patrocinio federal del congresista de la coalición y patrocinio estatal del gobernador.

### Mujeres y afroamericanos
Debido a las actitudes racistas prevalecientes a fines del siglo XIX, cualquier alianza política de negros y blancos del sur fue difícil de construir, pero las preocupaciones económicas compartidas permitieron la construcción de una coalición transracial. Después de 1886, los granjeros negros comenzaron a organizar grupos agrícolas locales siguiendo los lineamientos defendidos por la Farmers' Alliance, y en 1888 se estableció la Colored Farmers' National Alliance. Algunos populistas del sur, incluido Watson, hablaron abiertamente de la necesidad de que los negros pobres y los blancos pobres dejaran de lado sus diferencias raciales en nombre de intereses económicos compartidos.
En cuanto al tema de la participación de la mujer, cabe señalar que los populistas siguieron al Partido de la Prohibiciónen incluir activamente a las mujeres en sus asuntos.
Pero a pesar de estos llamamientos, el racismo no eludió al Partido Popular. Líderes destacados del Partido Populista como Marion Butler demostraron, al menos parcialmente, una dedicación a la causa de la supremacía blanca, y parece haber cierto apoyo para este punto de vista entre los miembros de base del partido. Después de 1900, el propio Watson se convirtió en un supremacista blanco declarado.

### Tendencias conspirativas
Los historiadores siguen debatiendo hasta qué punto los populistas eran intolerantes contra los extranjeros y los judíos. Los miembros de la Asociación Protectora de los Estados Unidos, una organización anticatólica y antiinmigración, fueron influyentes en la organización del Partido Populista de California, y algunos populistas adoptaron la teoría de la conspiración antisemita de que la Familia Rothschild buscaba controlar los Estados Unidos. La historiadora Hasia Diner dice:
Algunos populistas creían que los judíos constituían una clase de financieros internacionales cuyas políticas habían arruinado las pequeñas granjas familiares, afirmaban, eran dueños de los bancos y promovían el patrón oro, las principales fuentes de su empobrecimiento. El radicalismo agrario planteó la ciudad como la antítesis de los valores estadounidenses, afirmando que los judíos eran la esencia de la corrupción urbana.

## Elecciones presidenciales de 1896
En el período previo a las elecciones presidenciales de 1896, los populistas fusionistas, los demócratas intermedios y los demócratas de plata libre maniobraron para colocar a sus candidatos favoritos en la mejor posición para ganar. Por otro lado, los populistas no fusionistas (partidarios de la mitad del camino) buscaron asegurarse de que los populistas celebraran su convención nacional antes que la del Partido Demócrata, asegurando así que no pudieran ser acusados de dividir las fuerzas de "reforma".
Desafiando esas esperanzas, Taubeneck dispuso que la Convención Nacional Populista de 1896 tuviera lugar una semana después de la Convención Nacional Demócrata de 1896. En este contexto, el periódico Southern Mercury instó a los lectores a nominar delegados de la convención que "apoyarían la Plataforma de Omaha en su totalidad". Como la mayoría de los líderes de alto rango del partido eran fusionistas, los intermediarios enfrentaron dificultades para unirse en torno a un candidato.
La Convención Nacional Republicana de 1896 nominó a William McKinley, un líder republicano de mucho tiempo que lideró la aprobación de la Tarifa McKinley de 1890, que elevó el arancel promedio sobre las importaciones a casi el cincuenta por ciento. McKinley inicialmente trató de minimizar el patrón oro a favor de hacer campaña sobre tasas arancelarias más altas, pero accedió a respaldar completamente el patrón oro ante la insistencia de los donantes republicanos y los líderes del partido.
Reunido más adelante en el año, la Convención Nacional Demócrata de 1896 nominó a William Jennings Bryan para presidente después de que el pronunció el famoso Cross of Gold Speech galvanizara al partido detrás de la plata libre. Para vicepresidente, el partido nominó al magnate naviero conservador Arthur Sewall.
Cuando se reunió la convención populista, los fusionistas propusieron que los populistas nominaran la candidatura demócrata, mientras que los intermedios se organizaron para derrotar los esfuerzos fusionistas. Como Sewall era objetable para muchos dentro del partido, los partidarios de la mitad del camino presentaron con éxito una moción para nominar primero al vicepresidente. A pesar de un telegrama de Bryan que indicaba que no aceptaría la nominación populista si el partido no nominaba también a Sewall, la convención eligió a Tom Watson como el candidato a vicepresidente del partido. La convención también reafirmó los pilares principales de la plataforma de 1892 y agregó apoyo para iniciativas y referéndums.
Cuando comenzó la votación presidencial de la convención, aún no estaba claro si Bryan sería nominado para presidente y si Bryan aceptaría la nominación si se le ofreciera. Los intermediarios presentaron a su propio candidato, el oscuro editor de periódico S. F. Norton, pero Norton no pudo ganarse el apoyo de muchos delegados. Después de una larga y polémica serie de votaciones nominales, Bryan ganó la nominación presidencial populista, con 1042 votos frente a los 321 votos de Norton.
A pesar de su proclamación anterior, Bryan aceptó la nominación populista. Frente a una enorme desventaja financiera y organizativa, Bryan se embarcó en una campaña que lo llevó por todo el país. Ignoró en gran medida las principales ciudades y el noreste, centrándose en cambio en el Medio Oeste, que esperaba ganar junto con las Grandes Llanuras, el Lejano Oeste y el Sur. Watson, aparentemente el compañero de fórmula de Bryan, hizo campaña en una plataforma de "populismo directo" y frecuentemente atacaba a Sewall como agente de "los bancos y los ferrocarriles". Pronunció varios discursos en Texas y el Medio Oeste antes de regresar a su hogar en Georgia para el resto de las elecciones.
Finalmente, McKinley ganó una mayoría decisiva del voto electoral y se convirtió en el primer candidato presidencial en ganar la mayoría del voto popular desde las elecciones presidenciales de 1876. Bryan arrasó con los antiguos bastiones populistas en el oeste y el sur, y agregó los estados plateados en el oeste, pero le fue mal en el corazón industrial. Su fuerza se basó en gran medida en el voto demócrata tradicional, pero perdió muchos católicos alemanes y miembros de la clase media. Los historiadores creen que su derrota se debió en parte a las tácticas que usó Bryan; él se había "postulado" agresivamente para presidente, mientras que los candidatos tradicionales usarían "campañas de porche delantero". La oposición unida de casi todos los líderes empresariales y la mayoría de los líderes religiosos también perjudicó su candidatura, al igual que su mala actuación entre los grupos católicos que estaban alienados por el énfasis de Bryan en los valores morales protestantes.

## Descenso y extinción
El movimiento populista nunca se recuperó del fracaso de 1896 y la coalición política nacional con los demócratas resultó desastrosa para el partido. En el Medio Oeste, el Partido Populista esencialmente se fusionó con el Partido Demócrata antes de finales de la década de 1890. En el sur, la alianza nacional con los demócratas minó la capacidad de los populistas para permanecer independientes. El Partido Populista de Tennessee estaba desmoralizado por la disminución de sus miembros y desconcertado y dividido por el dilema de luchar contra el enemigo a nivel estatal (los demócratas) o el enemigo nacional (los republicanos y Wall Street). Para 1900, el Partido Popular de Tennessee era una sombra de lo que alguna vez fue. Un patrón similar se repitió en todo el Sur, donde el Partido Populista había buscado previamente alianzas con el Partido Republicano contra los demócratas dominantes em los Estados, incluso en la Georgia de Watson.
En Carolina del Norte, el Partido Demócrata del estado orquestó una campaña de propaganda en los periódicos de todo el estado y creó una campaña electoral de supremacía blanca brutal y violenta para derrotar a los populistas y al Partido Republicano de Carolina del Norte, la revuelta fusionista en Carolina del Norte colapsó en 1898 y los demócratas blancos volvió al poder. La gravedad de la crisis quedó subrayada por un importante motín racial en Wilmington (Carolina del Norte) en 1898, dos días después de las elecciones. Sabiendo que acababan de retomar el control de la legislatura estatal, los demócratas confiaban en que no podrían ser vencidos. Atacaron y vencieron a los fusionistas; las turbas vagaban por los barrios negros, disparando, matando, quemando edificios y haciendo de los periódicos negros un blanco especial. No hubo más insurgencias en ningún estado del sur que involucrara una coalición negra exitosa a nivel estatal. Para 1900, los logros de la coalición populista-republicana se revirtieron y los demócratas iniciaron la privación de derechos: prácticamente todos los negros perdieron su voto y la alianza populista-republicana se vino abajo.
En 1900, muchos votantes populistas apoyaron a Bryan nuevamente (aunque el condado de origen de Marion Butler, Condado de Sampson, se inclinó fuertemente hacia el republicano McKinley en una reacción violenta contra el partido demócrata estatal), pero el partido debilitado nominó una candidatura separada de Wharton Barker e Ignatius Donnelly, y disuelto después. La prosperidad de la primera década de 1900 ayudó a asegurar que el partido siguiera desvaneciéndose. Los activistas populistas se retiraron de la política, se unieron a un partido importante o siguieron a Debs al Partido Socialista de América.
En 1904, el partido se reorganizó y Watson fue su candidato a presidente en 1904 y 1908 , después de lo cual el partido se disolvió nuevamente.
En A Preface to Politics, publicado en 1913, Walter Lippmann escribió: "Mientras escribo, acaba de tener lugar una convención del Partido Populista. Ocho delegados asistieron a la reunión, que se llevó a cabo en un salón". Esto puede registrar el último suspiro de la organización del partido.

## Influencia en movimientos posteriores
Según el estudio de Gene Clanton sobre política en Kansas, el populismo y el progresismo tenían algunas similitudes pero diferentes bases de apoyo. Ambos se opusieron a la corrupción y los trusts. El populismo surgió antes y salió de la comunidad campesina. Fue radicalmente igualitario a favor de las clases desfavorecidas. Era débil en los pueblos y ciudades excepto en los sindicatos. El progresismo, por otro lado, fue un movimiento posterior. Surgió después de la década de 1890 de las comunidades comerciales y profesionales urbanas. La mayoría de sus activistas se habían opuesto al populismo. Era elitista y enfatizaba la educación y la experiencia. Sus objetivos eran mejorar la eficiencia, reducir el desperdicio y aumentar las oportunidades de movilidad social ascendente. Sin embargo, algunos ex populistas cambiaron su énfasis después de 1900 y apoyaron reformas progresistas.
Michael Kazin sostiene que el populismo reflejó un estilo retórico que se manifestó en portavoces como el padre Charles Coughlin, en la década de 1930, y el gobernador George Wallace, en la década de 1960.

## Historia
En una reunión celebrada en San Luis en febrero de 1892, a la que acudieron representantes del Partido de los Billetes Verdes y de otros grupos como la Farmers’ Alliance, se organizó formalmente el Partido del Pueblo (People’s Party).
Unos meses después, el 4 de julio, se reunió en Omaha, Nebraska, la Convención Nacional del Partido del Pueblo que nominó como candidato a la presidencia de Estados Unidos a James B. Weaver, de Iowa, antiguo miembros del Partido de los Billetes Verdes. Según Philip Jenkins, Weaver se presentó «con uno de los programas más radicales que se hayan visto nunca en unas elecciones nacionales». En él se decía que Estados Unidos estaba al borde de la «ruina moral, política y material» y para remediarla se defendía la jornada de ocho horas, un impuesto progresivo sobre la renta y el control del gobierno sobre los servicios públicos. Asimismo se propugnaba la libertad de acuñación de moneda de plata, como una medida que elevaría los precios beneficiándose de ello los agricultores del Oeste, aunque perjudicaría a la industria y a la banca del Este por lo que los republicanos calificaron esta propuesta de «dinero blando» como «anarquista» y revolucionaria. El programa también incluía otros temas populistas como controlar la especulación de la tierra y limitar el poder de los bancos, así como medidas dirigidas a los trabajadores industriales, como la nacionalización de los ferrocarriles y el cese del uso de los detectives de la agencia Pinkerton para reprimir a los huelguistas, y de profundización de la democracia, como la promoción de la iniciativa legislativa popular y los referéndums, la limitación a un solo mandato de los presidentes y la elección directa de los senadores. En las elecciones Weaver consiguió más de un millón de votos populares, que supusieron el 8,5% del total, y 22 votos electorales.
El brutal recrudecimiento de la crisis durante el invierno de 1893-1894 ―hubo alrededor de dos millones y medio de parados, que no tenían ningún tipo de protección social― es uno de los factores que explican que los populistas se aliaran con el candidato del Partido Demócrata a los presidenciales de 1896 William Jennings Bryan y que este asumiera gran parte de su programa, incluyendo la libre acuñación de plata, y que nombrara como candidato a la vicepresidencia al miembro del Partido del Pueblo Thomas E. Watson. Su discurso ante la Convención Demócrata, que enfervorizó a los reunidos, concluyó con la siguiente frase: «No debéis imponer sobre la frente de los trabajadores esta corona de espinas. No debéis crucificar a la humanidad en una cruz de oro» ―una alusión directa al patrón oro que defendía su oponente del Partido Republicano William McKinley, que resultaría elegido―.
Jennings Bryan fue derrotado porque no consiguió atraer el voto de las zonas urbanas e industriales, que él mismo había calificado como «el país enemigo» ―obtuvo el 47% de los votos populares gracias sobre todo a las zonas rurales del Sur y del Oeste y no ganó ningún estado al norte de Virginia ni al este de Misuri―. Una de las consecuencias de la rotunda derrota de Bryan fue, según Aurora Bosch, que «acabó con las posibilidades nacionales de formar un tercer partido populista que supusiera una alianza entre agricultores y movimiento obrero». La derrota de Bryan destruyó por completo a los populistas, afirma Mario Hernández Sánchez-Barba. «Sobrevivió un puñado de congresistas durante algunos años, pero como fuerza importante el populismo murió en 1896», concluye. Además, según este mismo historiador, «el retorno a la prosperidad aplacó el descontento agrario. En las elecciones de 1900 se oyó poco sobre la plata libre y Mckinley volvió a derrotar a Bryan, esta vez por un margen todavía mayor».